# 但願人長久 (電影)
《但願人長久》（英語：Fly Me to the Moon）是2023年香港劇情片，由導演祝紫嫣執導，改編自個人短篇小說《夏日的告別》，關錦鵬和李駿碩監製，香港「首部劇情電影計劃」第六屆大專組的得獎作品，香港電影發展局電影發展基金與創意香港資助，吳慷仁、袁澧林、謝咏欣、許恩怡主演。電影名稱源自蘇軾詞作《水調歌頭》。根據香港電影分級制度，《但願人長久》被列為IIA級兒童不宜。

## 劇情
電影章節劃分成3個時期（1997年、2007年、2017年）。故事講述來自湖南的新移民子圓及妹妹子缺兩姊妹在香港成長，除了面對身份認同、貧窮問題外，還有一個長年吸毒的父親覺民。 從小父親若即若離，喜怒無常，又時常因坐牢突然消失，使兩姊妹長期處於不安。小時候她們還會討好父親，中學時期她們開始反抗、掙扎、逃離。長大後本以為可以徹底掙脫父親，卻發現自己喜歡的所有人事，原來都帶著父親的影子，都與童年的某個回憶有關。

## 角色
| 演員     | 角色      | 簡要介紹 |
| -------- | --------- | --- |
| 許可兒   | 林子圓    | 1997年（許可兒飾）隨母親由湖南移居香港，入讀小學三年級。2017年（祝紫嫣飾）開了旅遊公司。                     |
| 謝咏欣   | 林子圓    | 1997年（許可兒飾）隨母親由湖南移居香港，入讀小學三年級。2017年（祝紫嫣飾）開了旅遊公司。                     |
| 祝紫嫣   | 林子圓    | 1997年（許可兒飾）隨母親由湖南移居香港，入讀小學三年級。2017年（祝紫嫣飾）開了旅遊公司。                     |
| 彭頌晴   | 林子缺    | 子圓之妹，1997年（彭頌晴飾）從湖南移居香港。2017年（袁澧林飾）大學畢業後成為社運人士，參與馬屎埔村抗爭運動。 |
| 許恩怡   | 林子缺    | 子圓之妹，1997年（彭頌晴飾）從湖南移居香港。2017年（袁澧林飾）大學畢業後成為社運人士，參與馬屎埔村抗爭運動。 |
| 袁澧林   | 林子缺    | 子圓之妹，1997年（彭頌晴飾）從湖南移居香港。2017年（袁澧林飾）大學畢業後成為社運人士，參與馬屎埔村抗爭運動。 |
| 吳慷仁   | 林覺民    | 子圓、子缺之父，長年吸毒，經常進出監獄。                                                                     |
| 周琳     | 周蘭      | 林覺民之妻，先後做過酒樓侍應及按摩。最後改嫁。                                                               |
| 朱栢康   | 阿輝      | 林覺民的好友、吸毒者                                                                                         |
| 黃梓豪   | Sky       | 子圓中學時的初戀男友，有偷竊習慣                                                                             |
| 李玗蓁   | Catherine | 林子缺中學同學                                                                                               |
| 余子穎   |           | 林子缺中學同學                                                                                               |
| 巫建和   | 小宇      | 成年子圓的性伴侶，比子圓小五歲                                                                               |
| 各務孝太 |           | 日本居酒屋的金髮男                                                                                           |

## 獎項
| 年份 | 頒獎典禮                       | 獎項                     | 入圍者         | 結果 |
| ---- | ------------------------------ | ------------------------ | -------------- | ---- |
| 2023 | 第60屆金馬獎                   | 最佳新演員               | 謝咏欣         | 獲獎 |
| 2023 | 第60屆金馬獎                   | 最佳改編劇本             | 祝紫嫣         | 提名 |
| 2023 | 第60屆金馬獎                   | 國際影評人費比西獎       | 《但願人長久》 | 獲獎 |
| 2023 | 第60屆金馬獎                   | 奈派克獎                 | 《但願人長久》 | 獲獎 |
| 2024 | 第30屆香港電影評論學會大獎     | 最佳電影                 | 《但願人長久》 | 提名 |
| 2024 | 第30屆香港電影評論學會大獎     | 最佳導演                 | 祝紫嫣         | 提名 |
| 2024 | 第30屆香港電影評論學會大獎     | 最佳編劇                 | 祝紫嫣         | 獲獎 |
| 2024 | 第30屆香港電影評論學會大獎     | 最佳男演員               | 吳慷仁         | 獲獎 |
| 2024 | 第30屆香港電影評論學會大獎     | 最佳女演員               | 謝咏欣         | 提名 |
| 2024 | 第30屆香港電影評論學會大獎     | 推薦電影                 | 《但願人長久》 | 獲獎 |
| 2024 | 第17屆亞洲電影大獎             | 最佳新演員               | 謝咏欣         | 提名 |
| 2024 | 2023年度香港電影導演會年度大獎 | 最佳新演員               | 謝咏欣         | 獲獎 |
| 2024 | 第42屆香港電影金像獎           | 最佳男配角               | 吳慷仁         | 提名 |
| 2024 | 第42屆香港電影金像獎           | 最佳新演員               | 謝咏欣         | 獲獎 |
| 2024 | 第42屆香港電影金像獎           | 最佳服裝造型設計         | 張叔平、陳子晴 | 提名 |
| 2024 | 第42屆香港電影金像獎           | 新晉導演                 | 祝紫嫣         | 提名 |
| 2024 | 第2屆越南峴港亞洲電影節        | 最佳男主角（亞洲電影獎） | 吳慷仁         | 獲獎 |

## 其他
2024年4月20日，有媒體報道，《但願人長久》「因拷貝損壞無法修復」，取消在北京国际电影节上的放映活動。

## 外部連結
- 但願人長久的Facebook專頁
- 香港影庫上《但願人長久》的資料（繁體中文）
- 豆瓣电影上《但願人長久》的資料 （简体中文）
- 互联网电影数据库（IMDb）上《但願人長久》的资料（英文）